# Débora Campos
Débora Campos Vázquez (Buenos Aires, 1973) és una periodista, professora i bloguera argentina d'ascendència gallega.

## Formació
Nascuda a l'Argentina, és filla d'immigrants gallecs. Es va llicenciar en Ciències de la Comunicació a la Universitat de Buenos Aires, i va continuar els seus estudis al Taller Escuela Agencia.

## Carrera
Ha treballat com a comunicadora en mitjans com ara Clarín, El Día, Página/12, Vieiros i Radio Galega. És professora de periodisme a la mateixa universitat on ella es va iniciar.
A banda, és dinamitzadora d'activitats culturals gallegues a Buenos Aires. Per exemple, va coordinar juntament amb Andrea Cobas Corral el cicle de literatura gallega Lectores Galegos en Bos Aires al Cafè Tortoni fins al 2012 i en endavant al Centre Cultural d'Espanya a Buenos Aires i a la Biblioteca Gallega de Buenos Aires.
Mercès a la seva tasca per la diàspora gallega a l'Argentina, entre el 2009 i el 2012 va ser membre de l'Associació Internacional d'Estudis Gallecs; del 2012 al 2015, presidenta de la mateixa organització; i el 25 de març de 2011 va ser honorablement nomenada acadèmica corresponent de la Real Academia Galega.